# Peter Schmidhuber
Peter M. Schmidhuber (ur. 15 grudnia 1931 w Monachium, zm. 26 grudnia 2020) – niemiecki polityk, prawnik i samorządowiec, działacz Unii Chrześcijańsko-Społecznej (CSU), deputowany do Bundestagu, od 1987 do 1995 członek Komisji Europejskiej.

## Życiorys
W latach 1951–1956 studiował prawo i ekonomię na Uniwersytecie Ludwika i Maksymiliana w Monachium. W 1956 i 1960 zdał państwowe egzaminy prawnicze I oraz II stopnia. W 1952 wstąpił do CSU, od 1960 do 1966 był radnym miejskim w Monachium. Od 1961 pracował w administracji regionalnej w Bawarii. Pod koniec lat 60. podjął praktykę w zawodzie adwokata. W latach 1965–1969 i 1972–1978 sprawował mandat posła do Bundestagu. Następnie do 1987 był członkiem bawarskiego landtagu, wchodząc jednocześnie w skład Bundesratu. Pełnił funkcję prywatnego sekretarza Franza Josefa Straußa, a w latach 1978–1987 zajmował stanowisko bawarskiego ministra do spraw federalnych i europejskich.
Od 1987 do 1995 członek trzech Komisji Europejskich, którymi kierował Jacques Delors. Odpowiadał za sprawy gospodarcze, politykę regionalną i Eurostat (1987–1989), budżet i nadzór finansowy (1989–1995) oraz Fundusz Spójności (1993–1995). Od 1995 do 1999 pełnił funkcję członka rady dyrektorów Niemieckiego Banku Federalnego.